# Deutsch-Französischer Garten

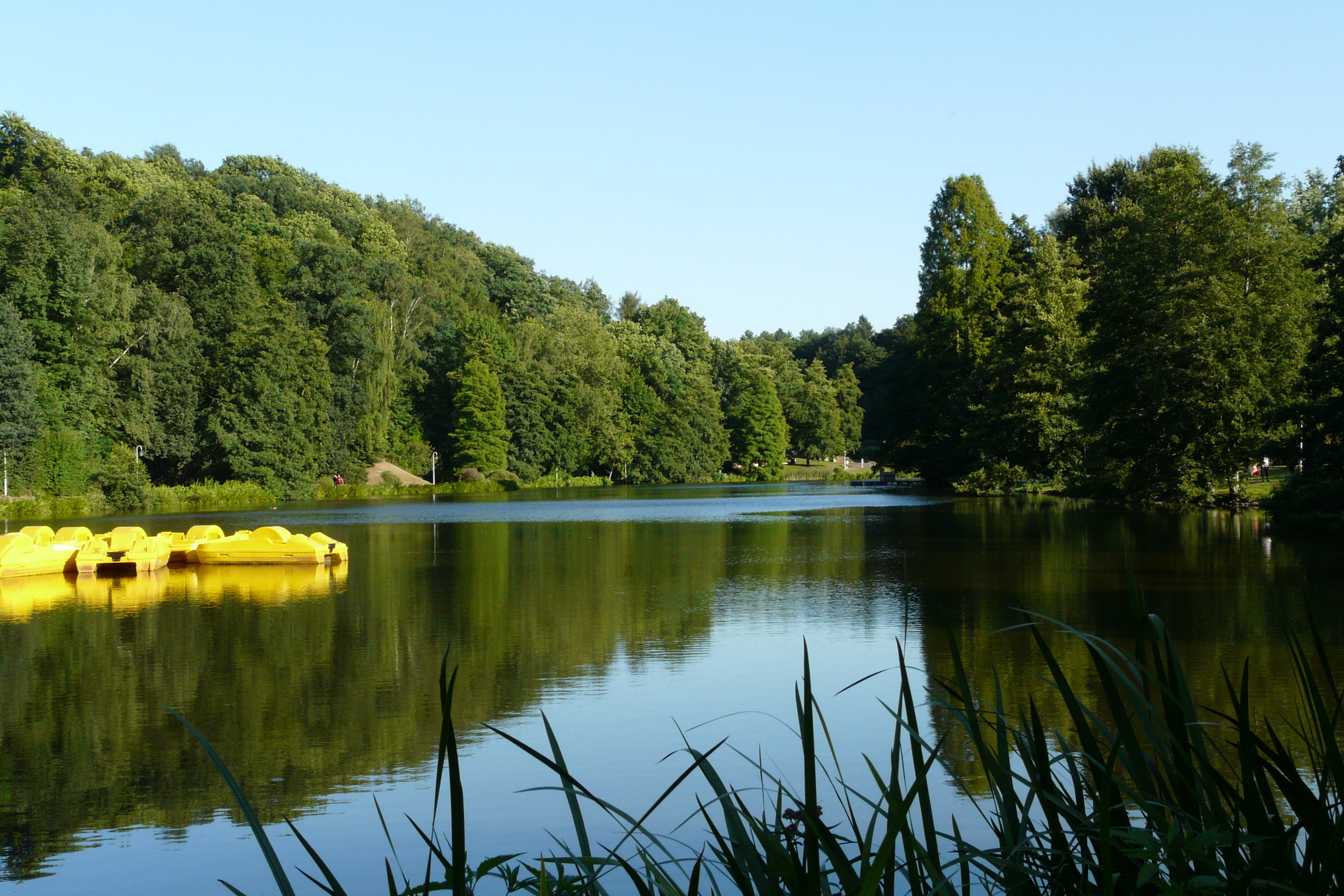
Deutsch-Französischer Garten, Deutschmühlenweiher

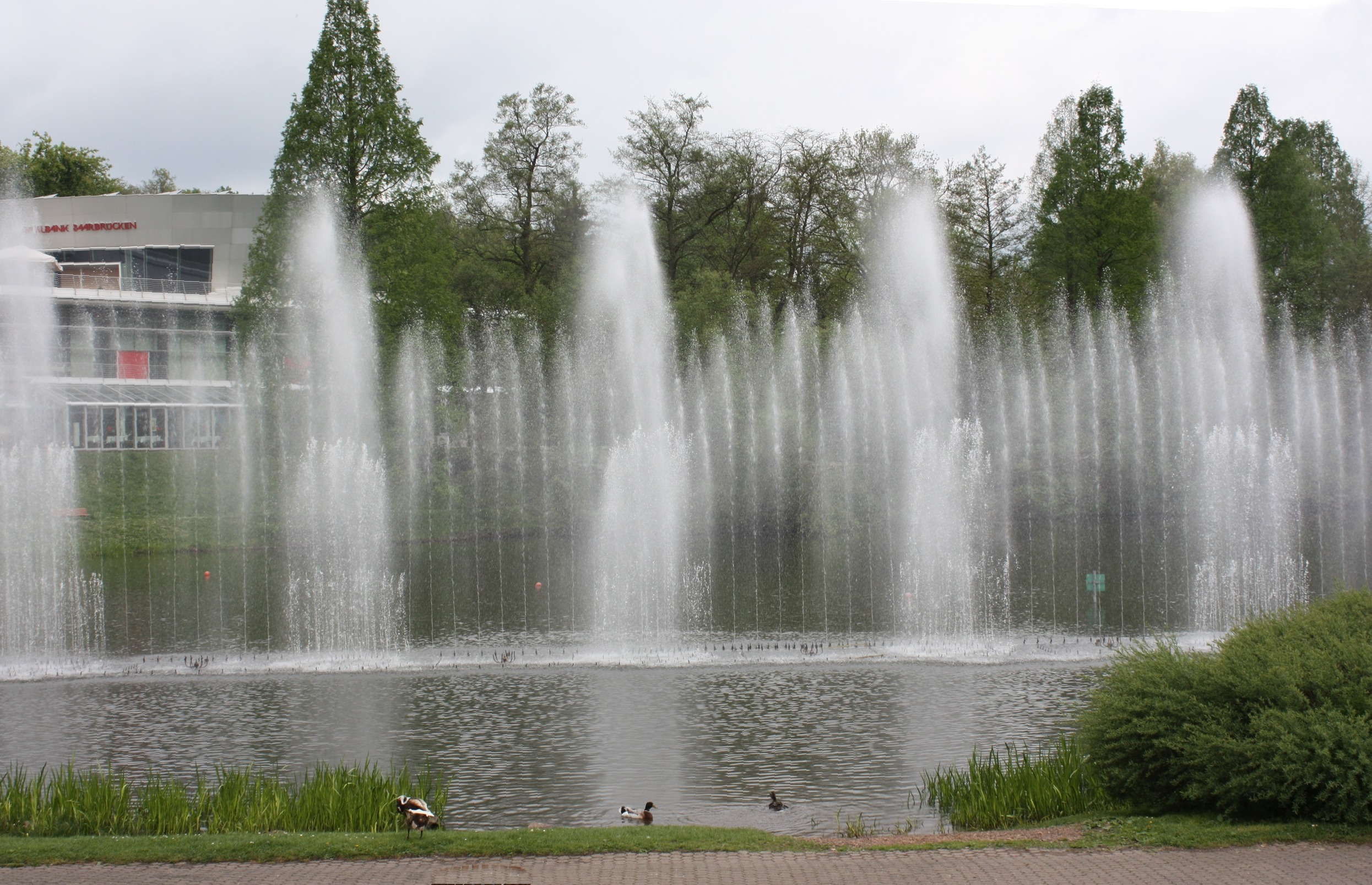
Deutsch-Französischer Garten, Wasserorgel auf dem Deutschmühlenweiher

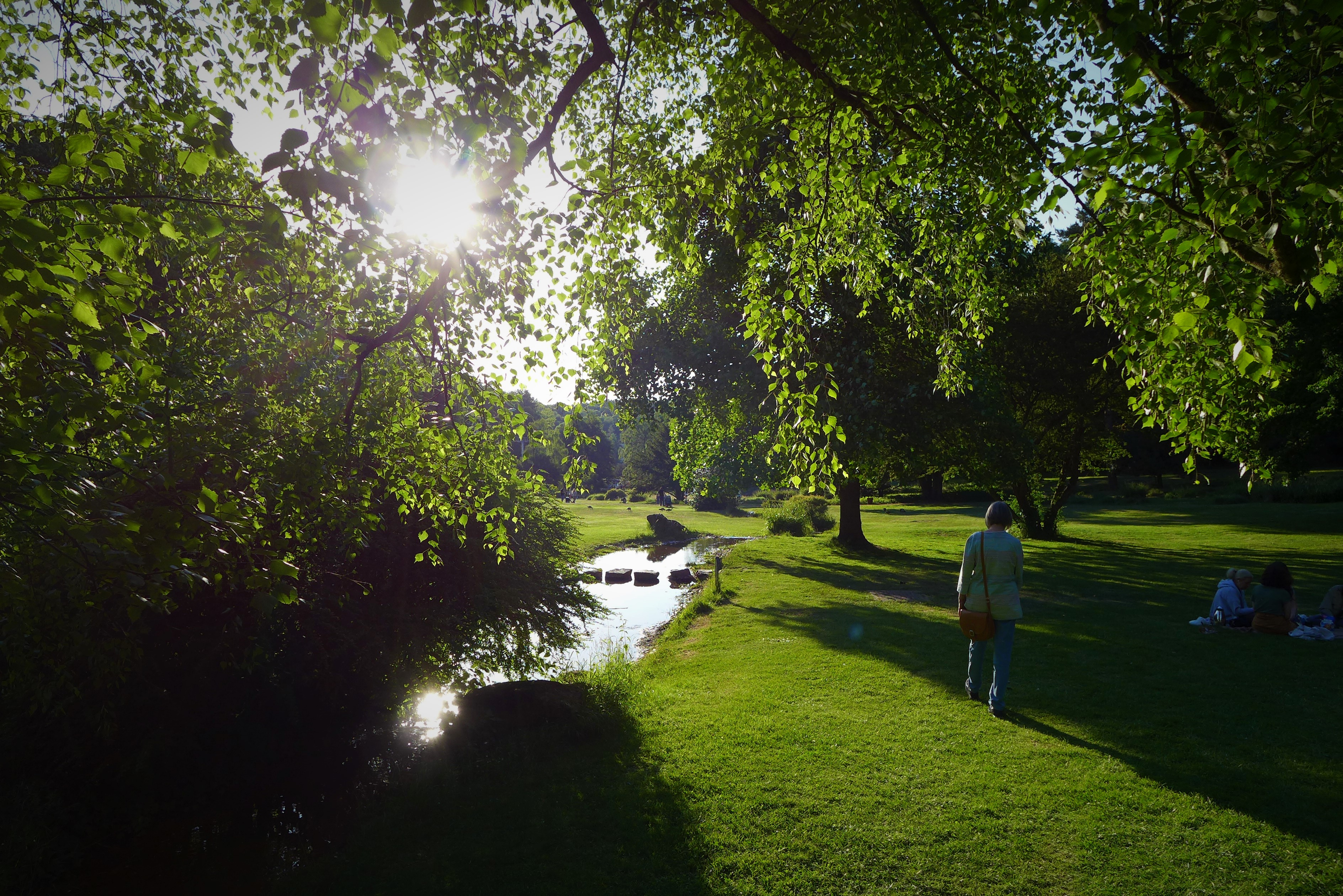
Deutsch-Französischer Garten, Ehrentalbach, der zusammen mit dem Pulverbach den Deutschmühlenweiher speist

Der Deutsch-Französische Garten (DFG) (französisch Jardin Franco-Allemand) ist ein Landschaftspark in Saarbrücken mit einer Reihe von Unterhaltungseinrichtungen. Er dient der Naherholung.

## Lage
Der Park liegt am südwestlichen Stadtrand von Saarbrücken in der Nähe des deutsch-französischen Grenzübergangs Goldene Bremm. Seine Fläche umfasst etwa 50 ha. Von Alt-Saarbrücken aus ist der Park fußläufig zu erreichen. Ebenfalls möglich ist die Anfahrt mit dem Fahrrad, sowie verschiedenen Buslinien, die die Haltestellen DFG Nord und DFG Süd anfahren. Vom Zentrum Saarbrückens aus kann er in etwa zehn Minuten erreicht werden, vom nahen französischen Großraum Forbach-Stiring-Wendel ist er in der gleichen Zeit erreichbar. Mit dem Auto angefahren werden kann der DFG südwestlich über die Europastraße 50, die auf deutscher Seite von der Autobahn A 6 und auf französischer Seite von der Autoroute A320 gebildet wird.

## Entstehungsgeschichte
Ursprünglich war der Bereich des heutigen Deutsch-Französischen Gartens eine Acker-, Wiesen- und Waldlandschaft außerhalb Saarbrückens. Im 19. Jahrhundert wurde er zu einer Grünanlage mit Waldbestand ausgebaut und wurde zum beliebten Ausflugsziel der Saarbrücker Bevölkerung. Während des Deutsch-Französischen Krieges 1870/71 war das Gelände Teil des Schlachtfeldes unterhalb der Spicherer Höhen. Nach der Deutschen Reichsgründung (1871) wurde im nördlichen Teil ein Freibad (Deutschmühlenbad, 1890) angelegt. Um 1900 herum trug das Areal den Namen „Kaiser-Wilhelm-Park“ und diente vor allem dazu, die Erinnerung an den Sieg über Frankreich wachzuhalten. Im Ersten Weltkrieg wurde das Gelände des heutigen DFG nicht tangiert, nur lag es nach 1919 durch den Verlust von Elsaß-Lothringen nun unmittelbar an der Grenze. Im Zweiten Weltkrieg spielte es dadurch auch eine bedeutende Rolle hinsichtlich der deutschen Verteidigung. Deutsche Truppen legten dort schon nach 1935, bedingt durch den Ausbau der französischen Maginot-Linie auf französischem Staatsgebiet, befestigte Stellungen im Rahmen des Westwalls auf deutschen Gebiet an. Von diesen Kriegsbauten (Bunkeranlagen und Panzersperren) sind heute noch 18 Bunker zu sehen. Ab 1932 wurde im südlichen Teil, um den Deutschmühlenweiher herum, ein Zoo angelegt, der schon bald Felsanlagen und große Tierhäuser aufwies, jedoch 1939 bei der Evakuierung Saarbrückens aufgegeben werden musste, wobei die Großtiere von der Wehrmacht erschossen wurden.
Nach dem Krieg stand das Saarland bis Ende 1947 unter der Kontrolle der französischen Militärregierung, danach war es bis 1956 ein autonomes Staatsähnliches Gebilde. Nach der Ablehnung des Saarstatuts am 23. Oktober 1955 erfolgte zunächst am 1. Januar 1957 der Beitritt zum Geltungsbereich des Grundgesetzes und zum 6. Juli 1959 mit dem wirtschaftlichen Anschluss die endgültige Eingliederung als vollwertiges Bundesland der Bundesrepublik Deutschland. Seit der Volksabstimmung führte das allerdings immer wieder zu Spannungen zwischen Deutschland und Frankreich. Um die Lage zu entschärfen, wurden Verhandlungen zwischen der deutschen und der französischen Regierung geführt, die zum Ziel hatten, eine Länder übergreifende, gemeinsame Gartenschau zu realisieren. Der Garten, der von deutschen und französischen Gartenarchitekten gemeinsam konzipiert wurde, sollte als Symbol für die angestrebte Freundschaft zwischen Frankreich und der jungen Bundesrepublik verstanden werden.
Am 23. April 1960 wurde diese erste und einzige „Deutsch-Französische Gartenschau“ von dem damaligen deutschen Bundeskanzler Konrad Adenauer und dem französischen Premierminister Michel Debré eröffnet; zugleich fand in diesem Jahr keine (weitere) Bundesgartenschau statt. In den Folgejahren wurde der DFG immer stärker von der Bevölkerung diesseits und jenseits der Grenze als Naherholungseinrichtung und Austragungsort für größere Festveranstaltungen angenommen. 
Heute wird der Garten als Kulturgut der Nachkriegsjahre verstanden und führt damit eine Gartenbautradition weiter, die bis in die Mitte des 16. Jahrhunderts zurück reicht. Der Eintritt in den DFG, der in der Bevölkerung liebevoll nach wie vor Die Gartenschau heißt, ist – von einigen wenigen speziellen Veranstaltungen abgesehen – frei.

## Gestaltung

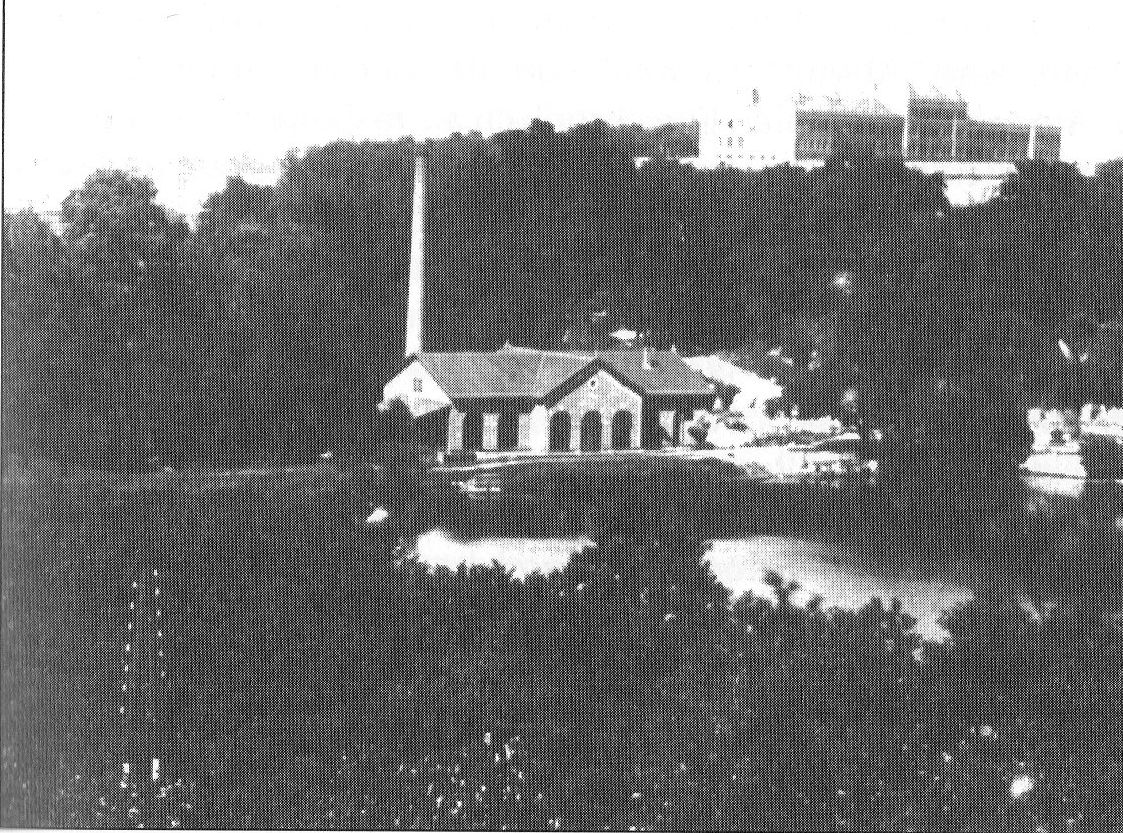
Deutschmühlenweiher mit Pumpstation um 1900

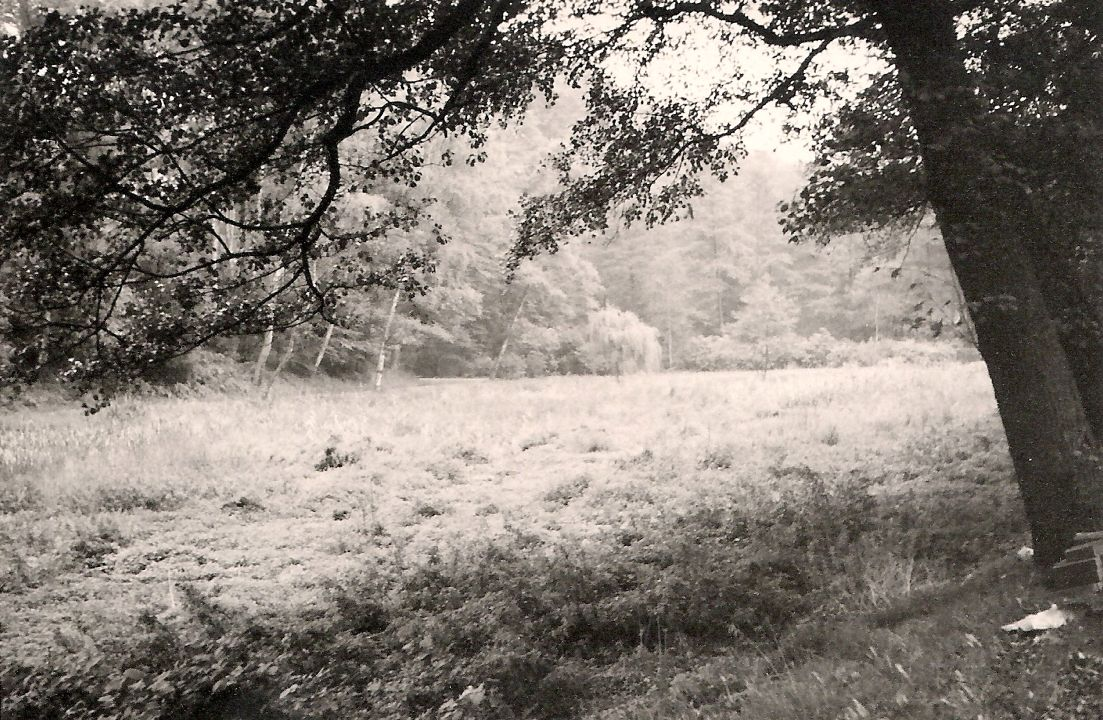
Zugewachsener Deutschmühlenweiher im September 1957

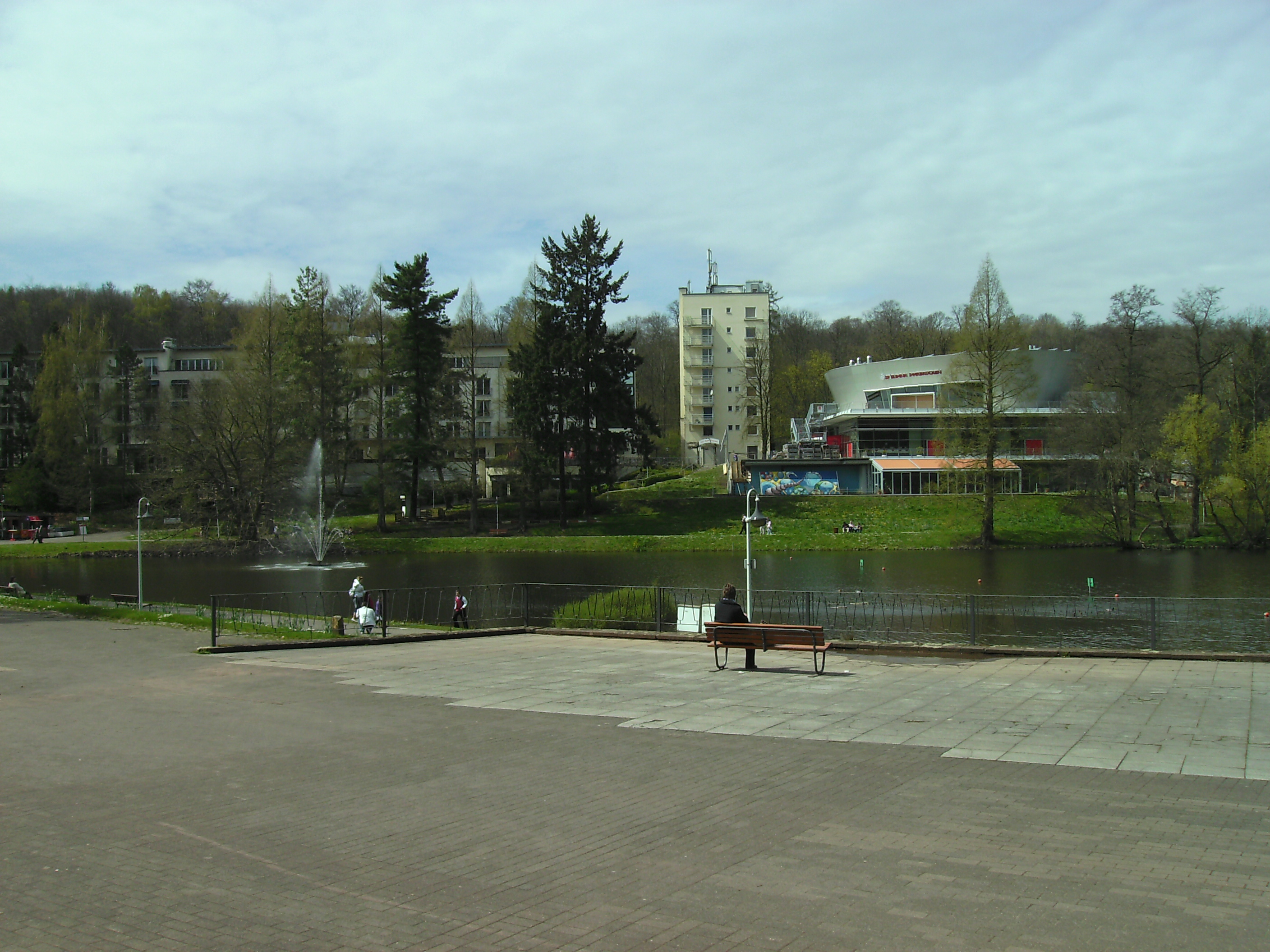
Kernbereich mit Deutschmühlenweiher, Hotel und Spielbank

Der Deutsch-Französische Garten ist eine der wenigen noch existierenden größeren Parkanlagen in der Formensprache der 1950er und 1960er Jahre. Kern der Parkanlage ist der bereits in der Vorkriegszeit angelegte Deutschmühlenweiher mit einer Wasserfläche von ca. 5 Hektar, der in den Kriegswirren jedoch völlig verschlammt und zugewachsen war. Um ihn herum wurden unterschiedliche Elemente der Park- und Gartengestaltung angelegt. Vorbild war dabei das Prinzip der Ferme Ornée, die in der englischen Gartengestaltung des 18. Jahrhunderts ihren Ursprung hatte. Elemente der DFG-Gestaltung sind ein weitmaschiges Wegenetz, terrassenförmig angelegte Gärten mit Kulturpflanzen, Waldstücke und Einzelbäume, ein „Tal der Blumen“ mit Gräsern, Stauden und zahlreichen Blumensorten sowie ein umfangreicher Rosen- und Heidegarten. Das „Tal der Blumen“ wurde von den französischen Gartenarchitekten Jacques Sgard und Gilbert Samel entworfen und realisiert. Im „Rosengarten“ wurden während des Eröffnungsjahres auf deutscher Seite 12.700 Rosen angepflanzt, im französischen Teil waren es 15.000 Exemplare.
Im Jahr 2007 schrieb die Stadt Saarbrücken in Zusammenarbeit mit der Deutschen Gesellschaft für Gartenkunst und Landschaftskultur (DGGL) einen Wettbewerb zur teilweisen Neugestaltung des Deutsch-Französischen Gartens aus. Anfang 2008 wurden die Preisträger ermittelt, deren Entwürfe ab 2009 sukzessive realisiert werden sollten.

## Ehrenfriedhof
Im oberen Teil des Parks befindet sich der „Ehrenfriedhof“, der Ehrenbürgern und Honoratioren Saarbrückens wie auch Gefallenen beider Seiten aus dem Deutsch-Französischen Krieg 1870/71 Erinnerung gibt. Er wurde am 16. Oktober 1870 eingeweiht. Hier befindet sich unter anderem die Grabstätte von Bruno von François und ein Ehrenmal für die Gefallenen eines preußischen Regiments. Ein besonderes Ehrengrab erhielt Katharine Weißgerber („Schultze Kathrin“), die in der Schlacht bei Spichern selbstlos und unter eigener Lebensgefahr verwundete deutsche wie französische Soldaten barg und pflegte. 

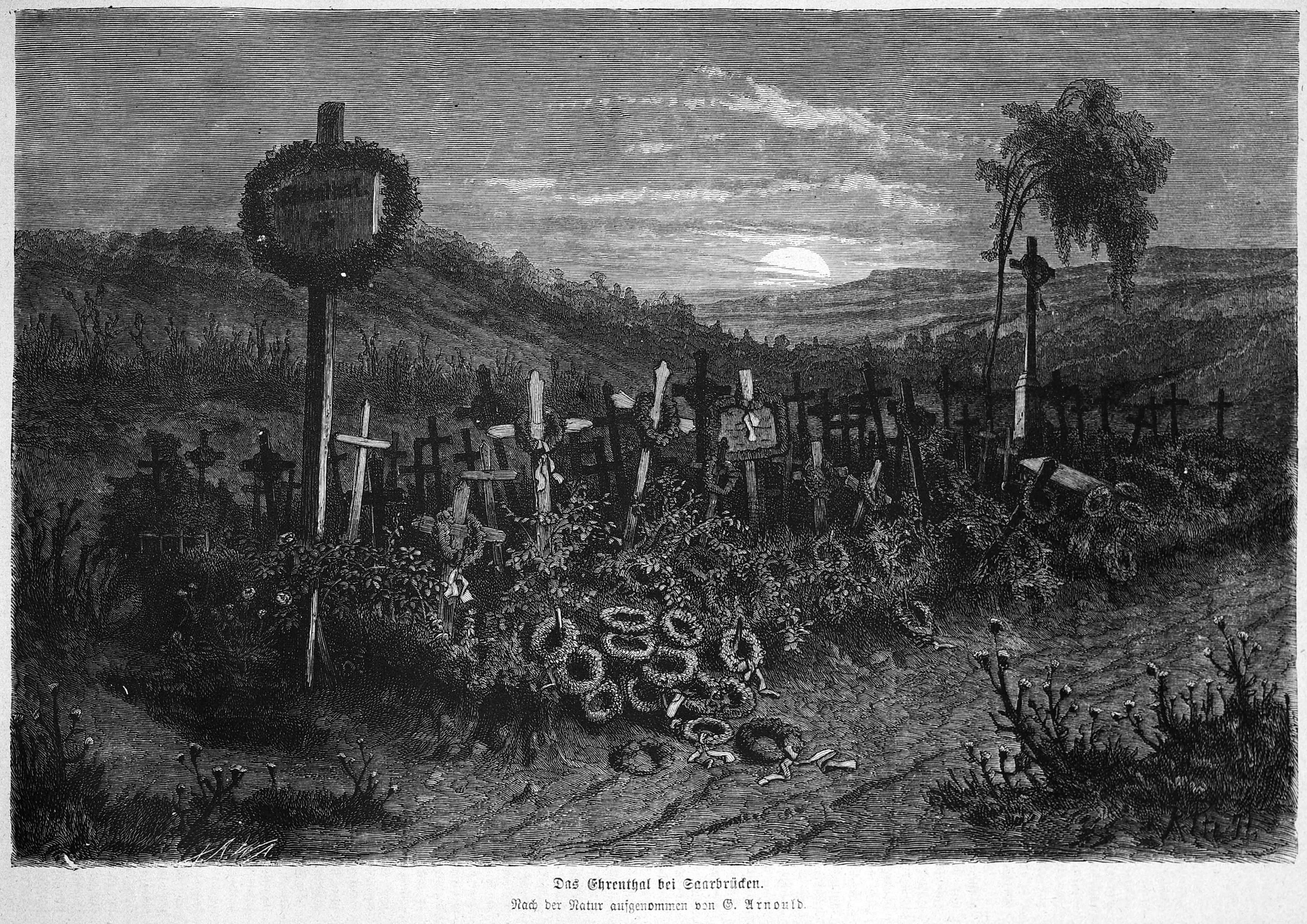
Das Ehrenthal 1871
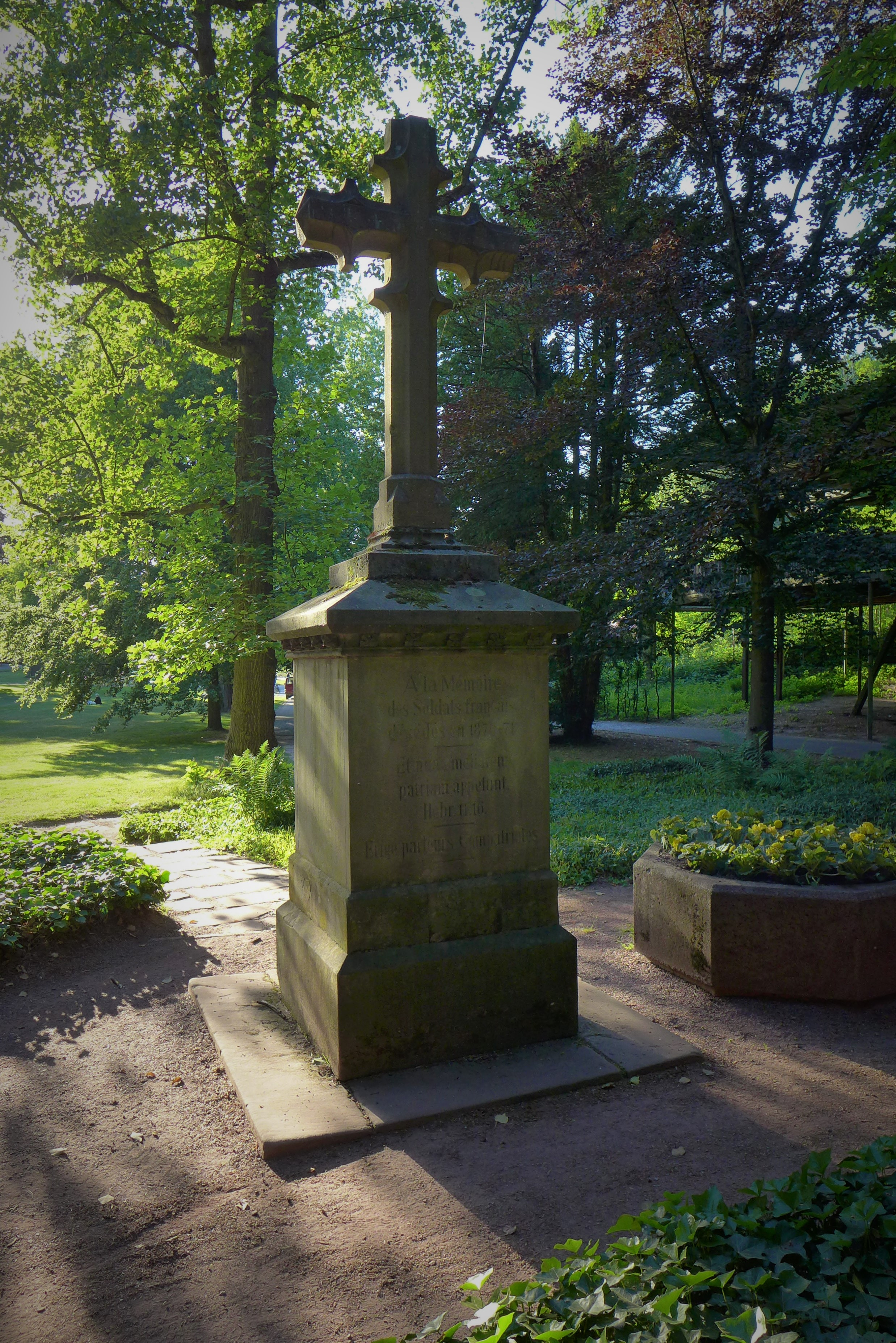
Französisches Denkmal 1870/71 im Ehrental
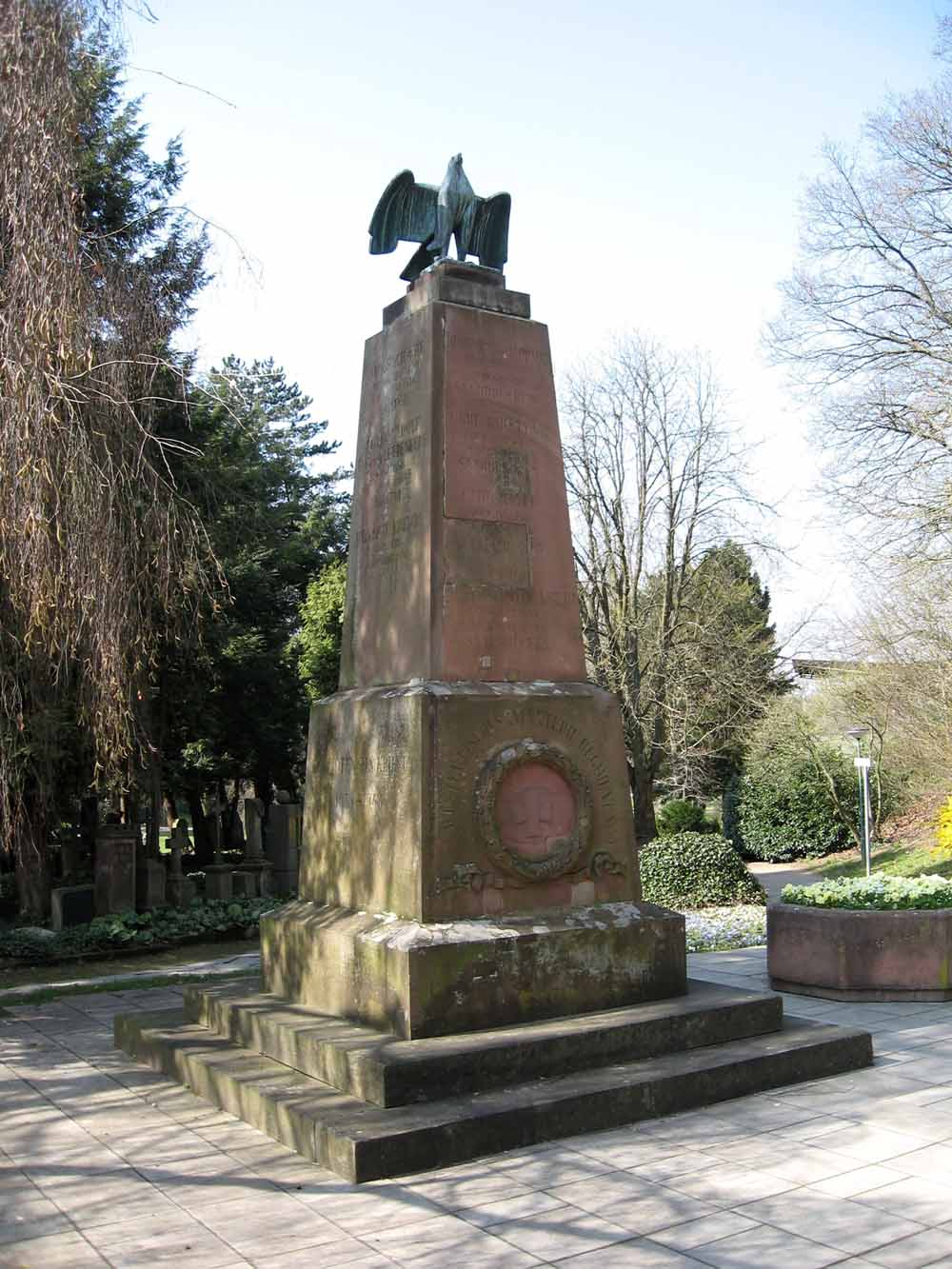
Ehrenmal des 5. Westfälischen Infanterie-Regiments Nr. 53
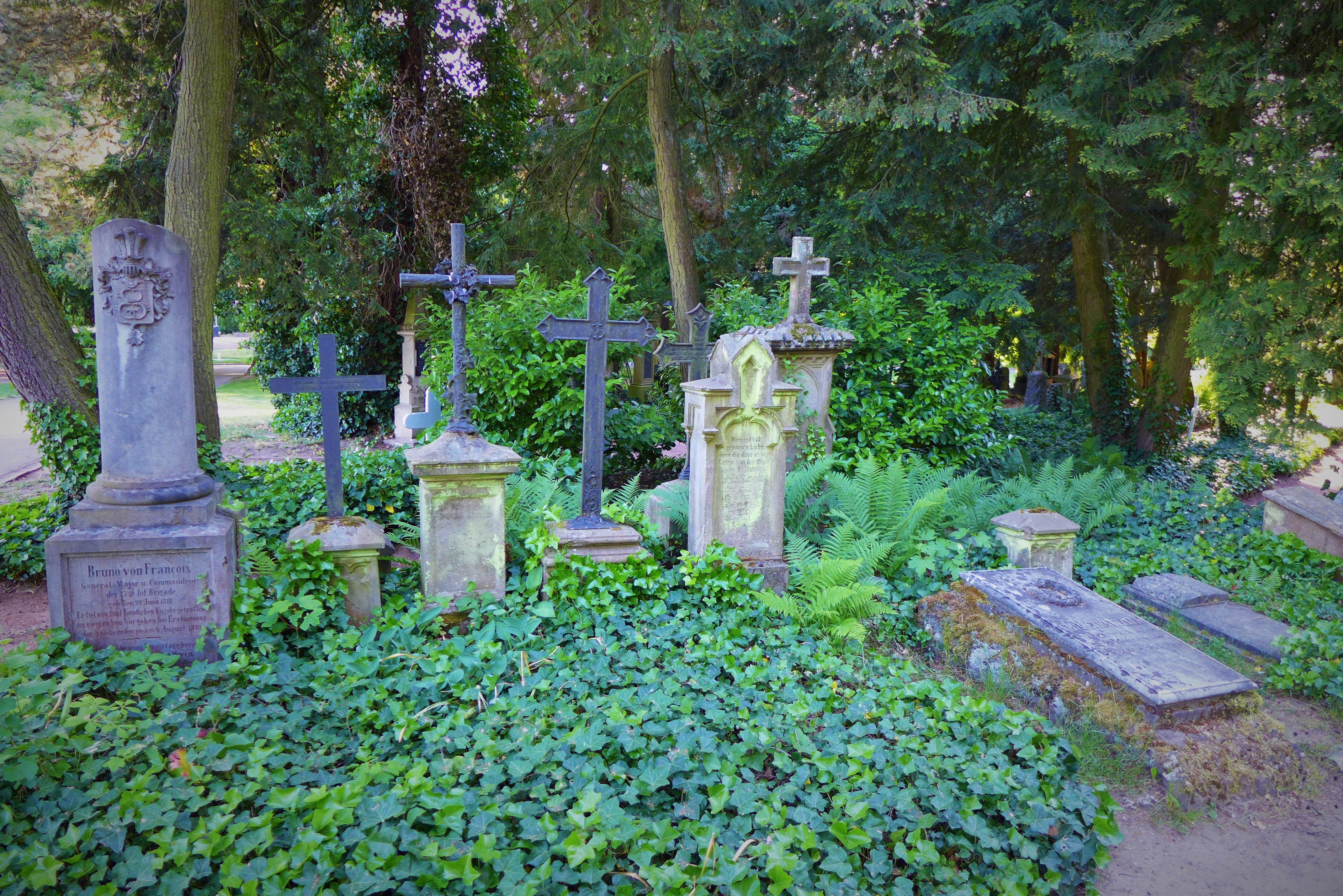
Gräber auf dem Ehrenfriedhof
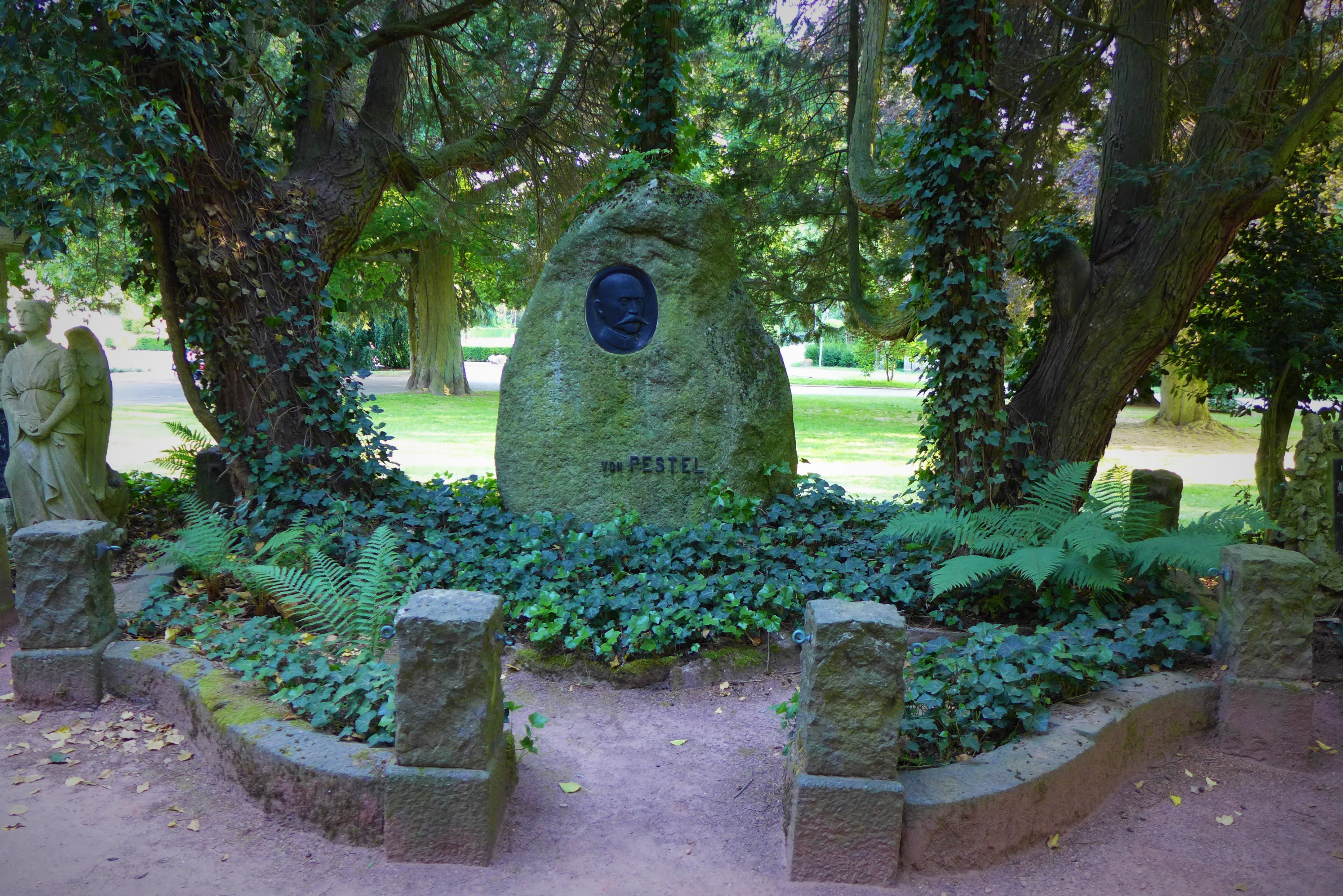
Pestelgrab im Ehrental
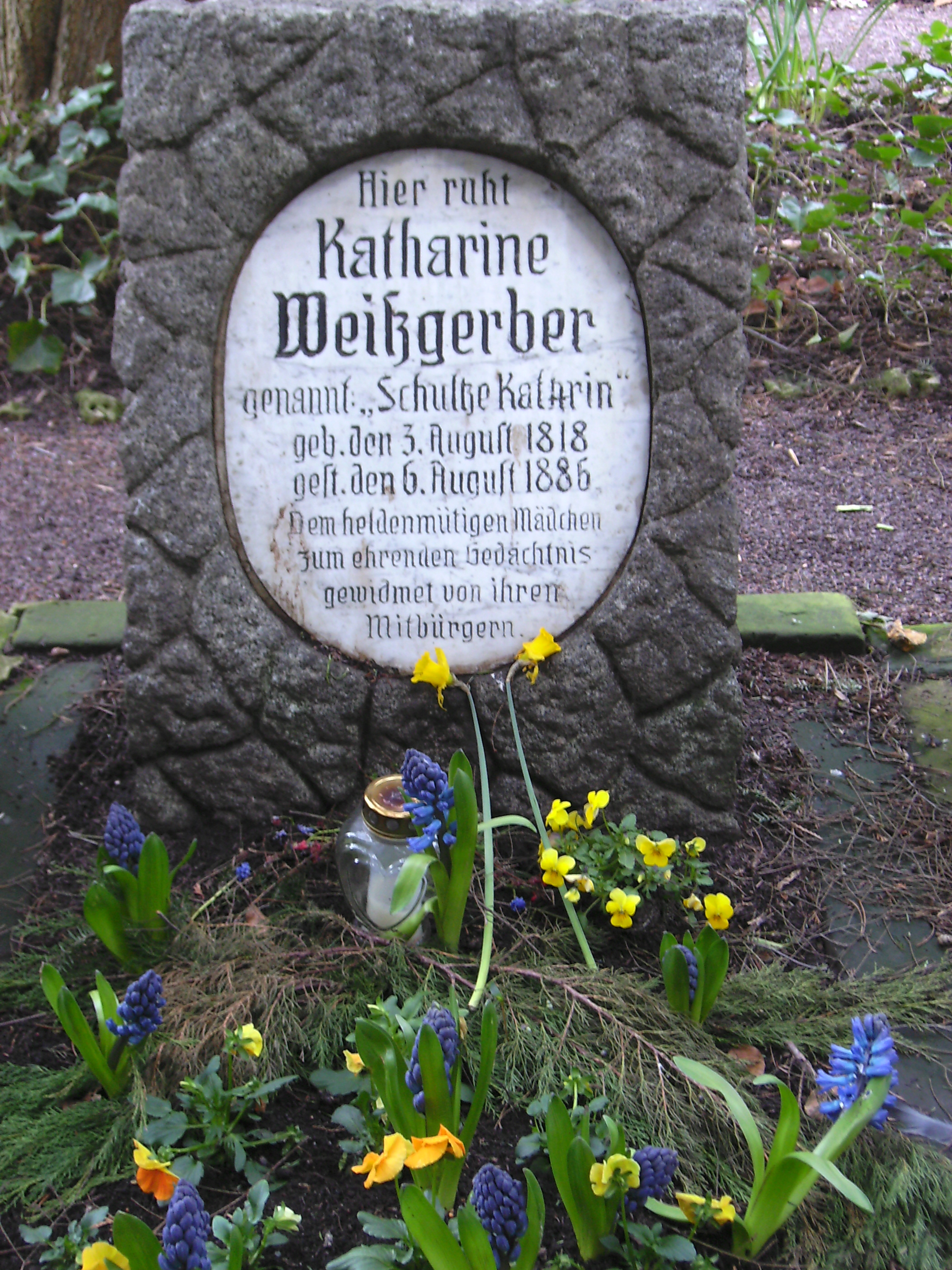
Grab von Katharina Weißgerber ("Schultze Kathrin")
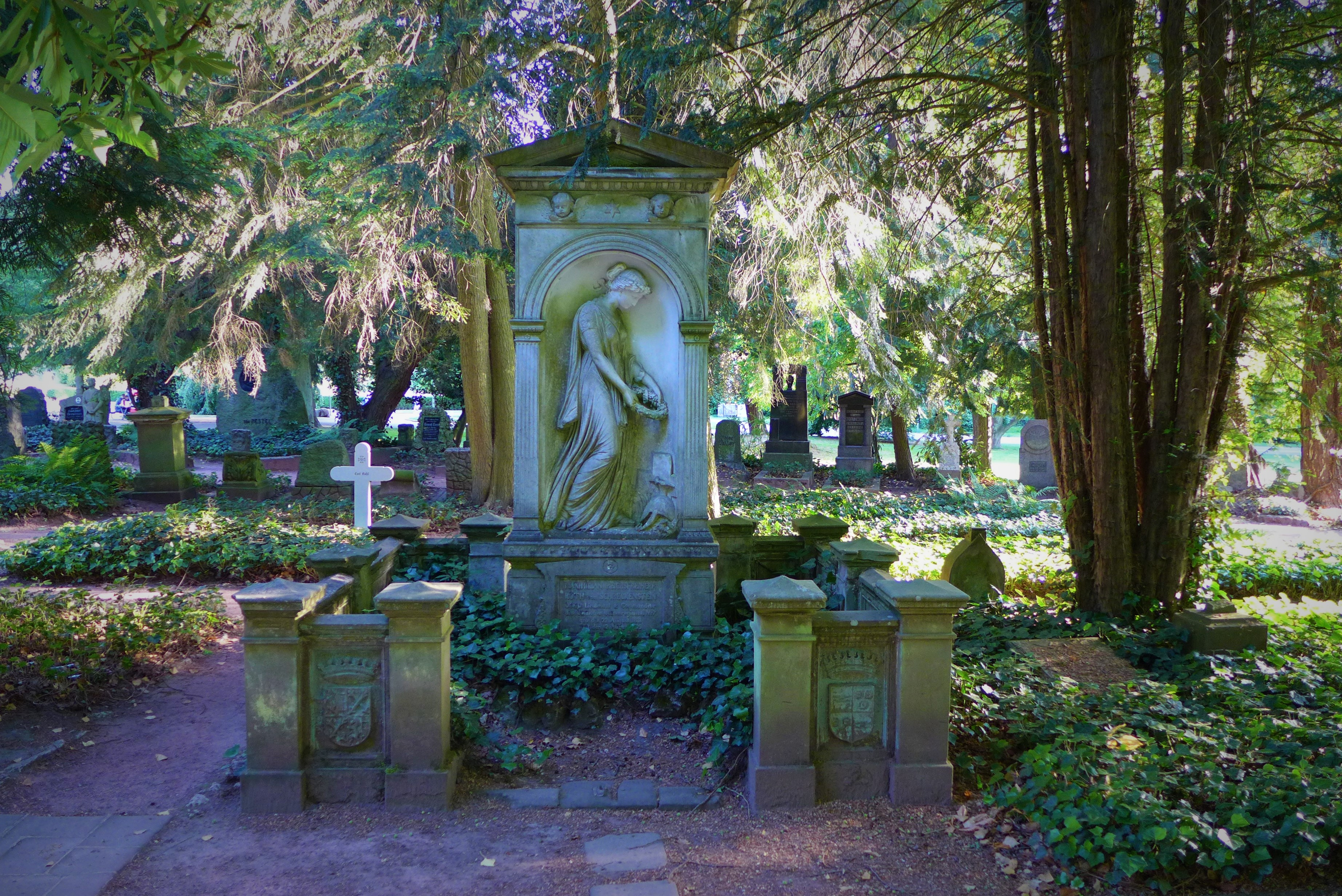
Grabstätte des Maximilian Freiherr Roth von Schreckenstein im Ehrental

## Unterhaltungseinrichtungen
Der DFG enthält unterschiedliche Unterhaltungseinrichtungen:

### Seilbahn im Deutsch-Französischen Garten
Die Seilbahn im Deutsch-Französischen Garten wurde 1960 von der Firma Heckel erbaut. Sie überwindet eine Höhendifferenz von 20 Metern bei einer Fahrstrecke von 752 Metern und verfügt über acht Stützen. Die Seilbahn, welche mehrere Jahre bis Ostern 2007 außer Betrieb war, hat einen Förderseildurchmesser von 20 mm und eine Fahrgeschwindigkeit von 2,8 m/s.

### Wasserorgel
Mittelpunkt des Geländes ist der Deutschmühlenweiher, der mit Tretbooten befahren werden kann. Dort ist eine der ersten deutschen Wasserorgeln installiert. Bis vor einigen Jahren war der im Weiher befindliche und aus Kupfer und Plastik bestehende Rohrkörper mit einer Länge von ca. 45 Metern der größte seiner Art in Europa. Nach einem Defekt wurde er jedoch im Jahr 1997 durch eine kleinere Anlage ersetzt, die aber über genau dieselbe Anzahl an  Bildern verfügt und nur noch 30 Meter lang ist.
Obwohl diese Anlage heute kleiner ist und nicht mir so imposant anmutet, ist sie qualitativ jedoch hochwertiger, da sie vollständig aus Edelstahl besteht. Zudem ist es heute auch technisch Möglich, dass die Konstruktion auch über Winter im Weiher stehen bleiben,  was eine horrende Kostenersparnis darstellt.

### Weitere
- Parkeisenbahn Saarbrücken
- Der Durchführung von Musik- und Theaterveranstaltungen dient ein Musikpavillon.
- Waldbühne für Musik- und Theaterveranstaltungen für bis zu 800 Zuschauer
- ein Vier-Sterne-Hotel
- die „Saarland-Spielbank“ mit „Großem und Kleinem Spiel“
- Die „Gulliver-Welt“ zeigte auf einer Fläche von 22.000 m² ca. 70 Nachbauten weltberühmter Originale, auf dem Gelände existiert zudem ein Freizeitpark. Die „Gulliver-Welt“ wurde im Oktober 2012 geschlossen[4] und im Blumengarten Bexbach wieder aufgebaut

## Foto-Galerie

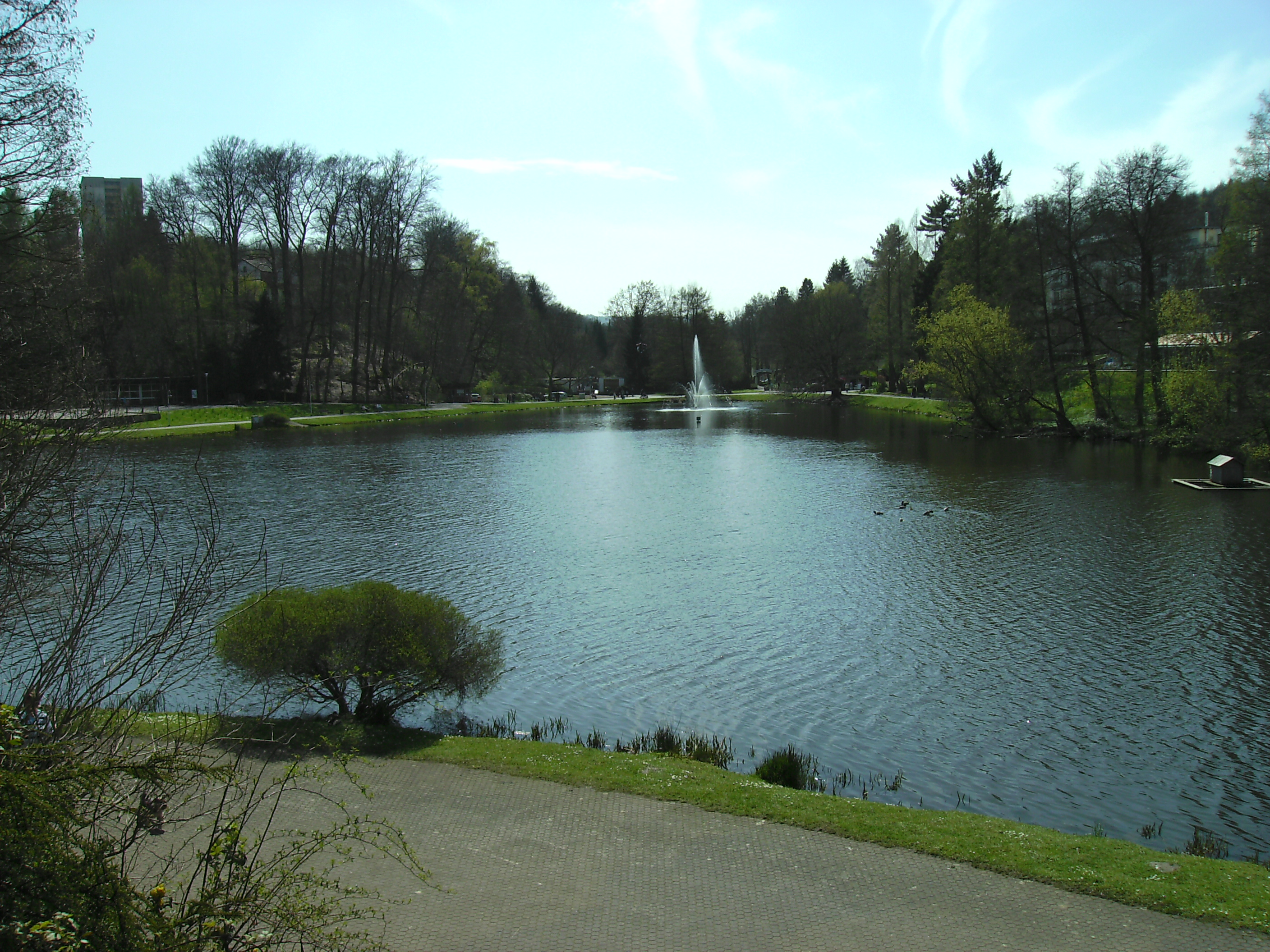
Deutschmühlenweiher
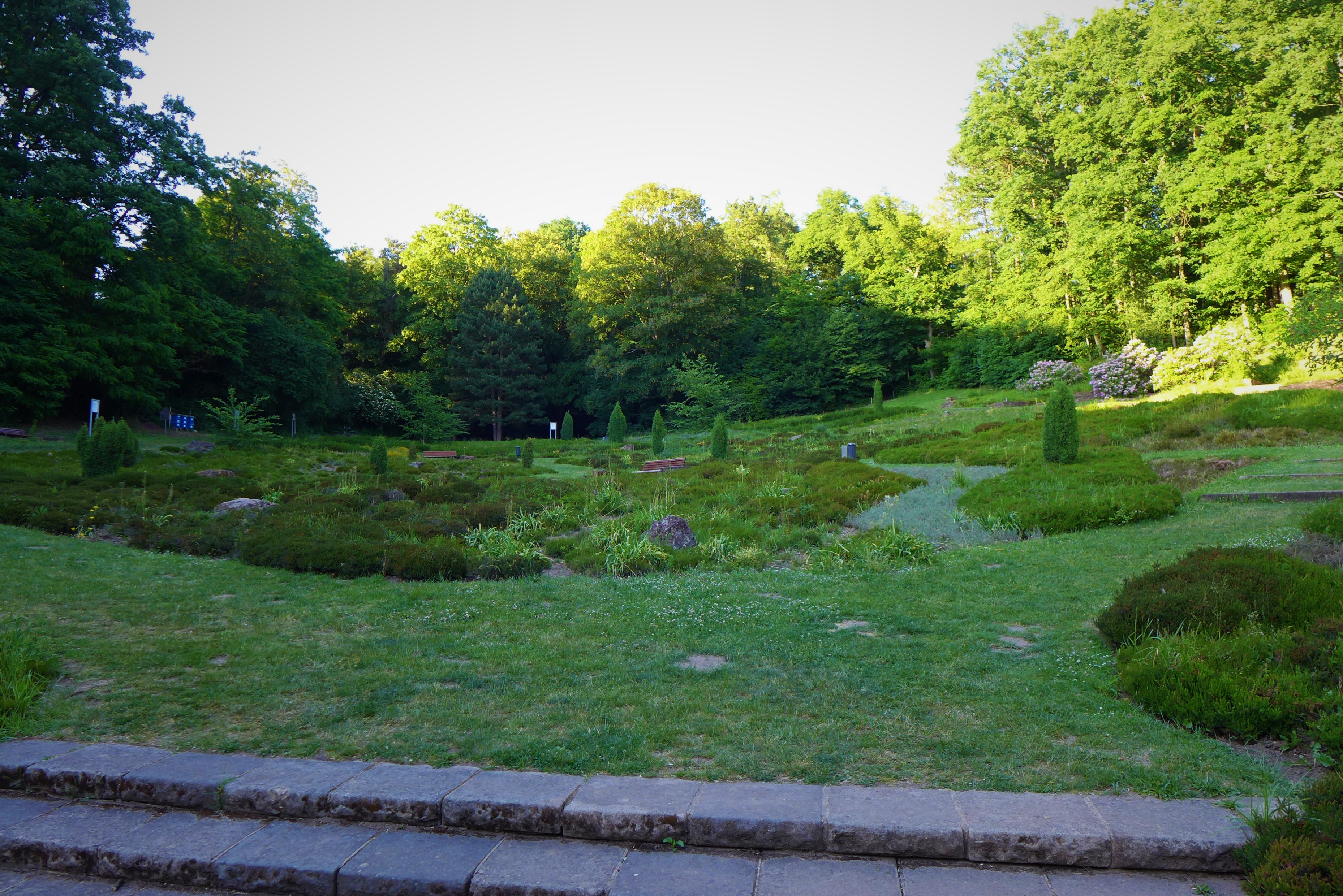
Heidegarten
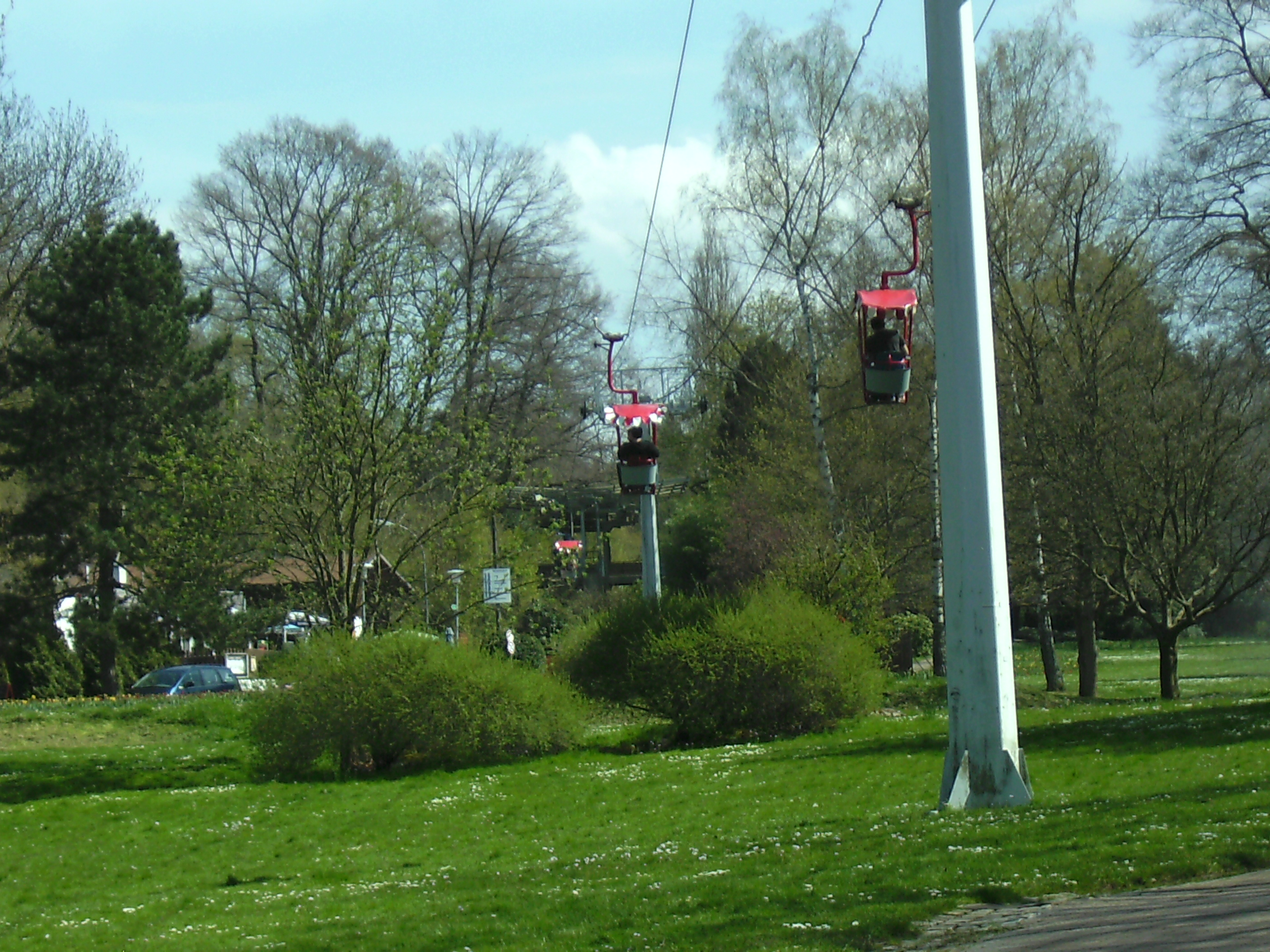
Seilbahn durch den Garten
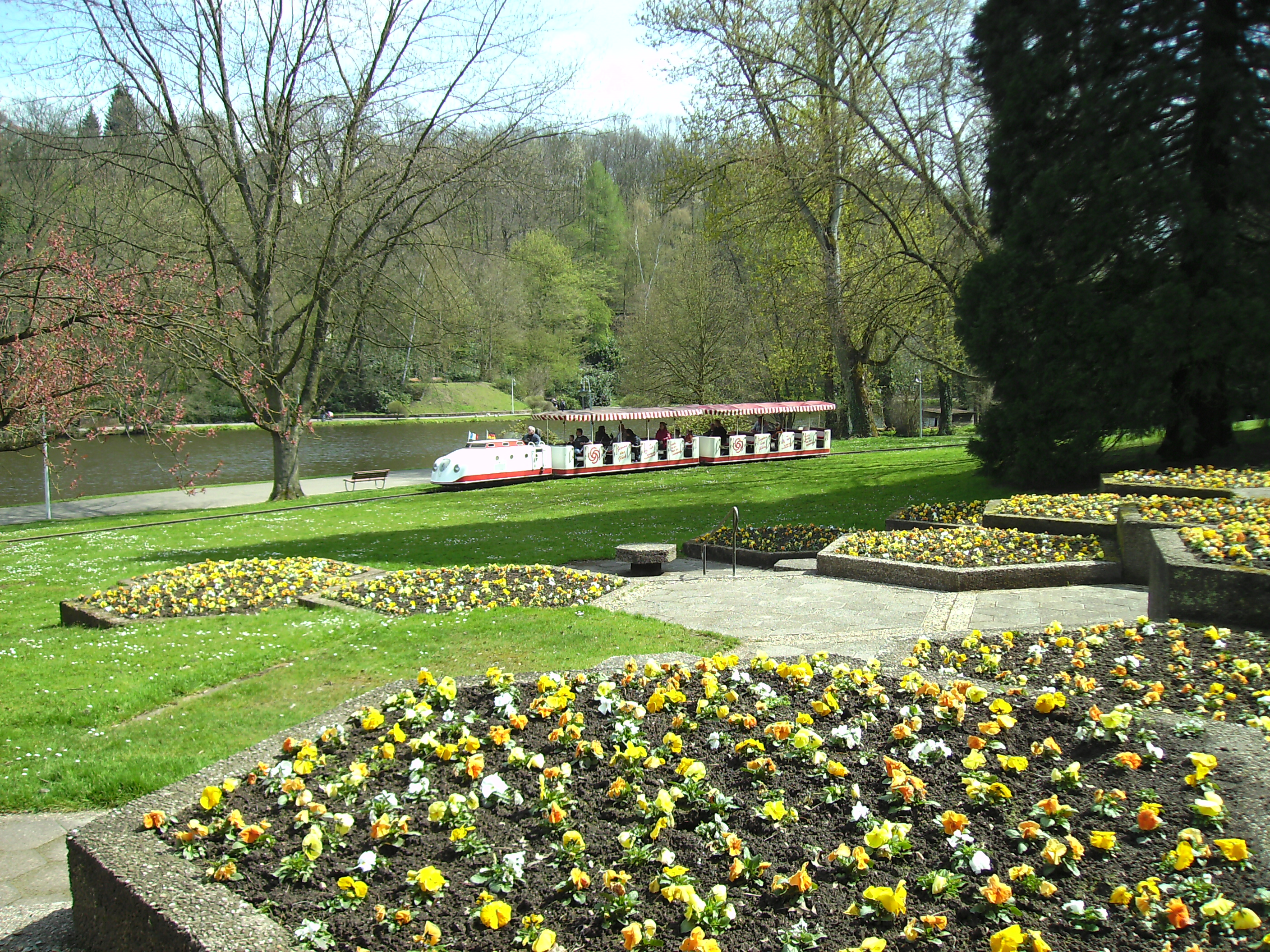
Parkeisenbahn Saarbrücken durch den DFG
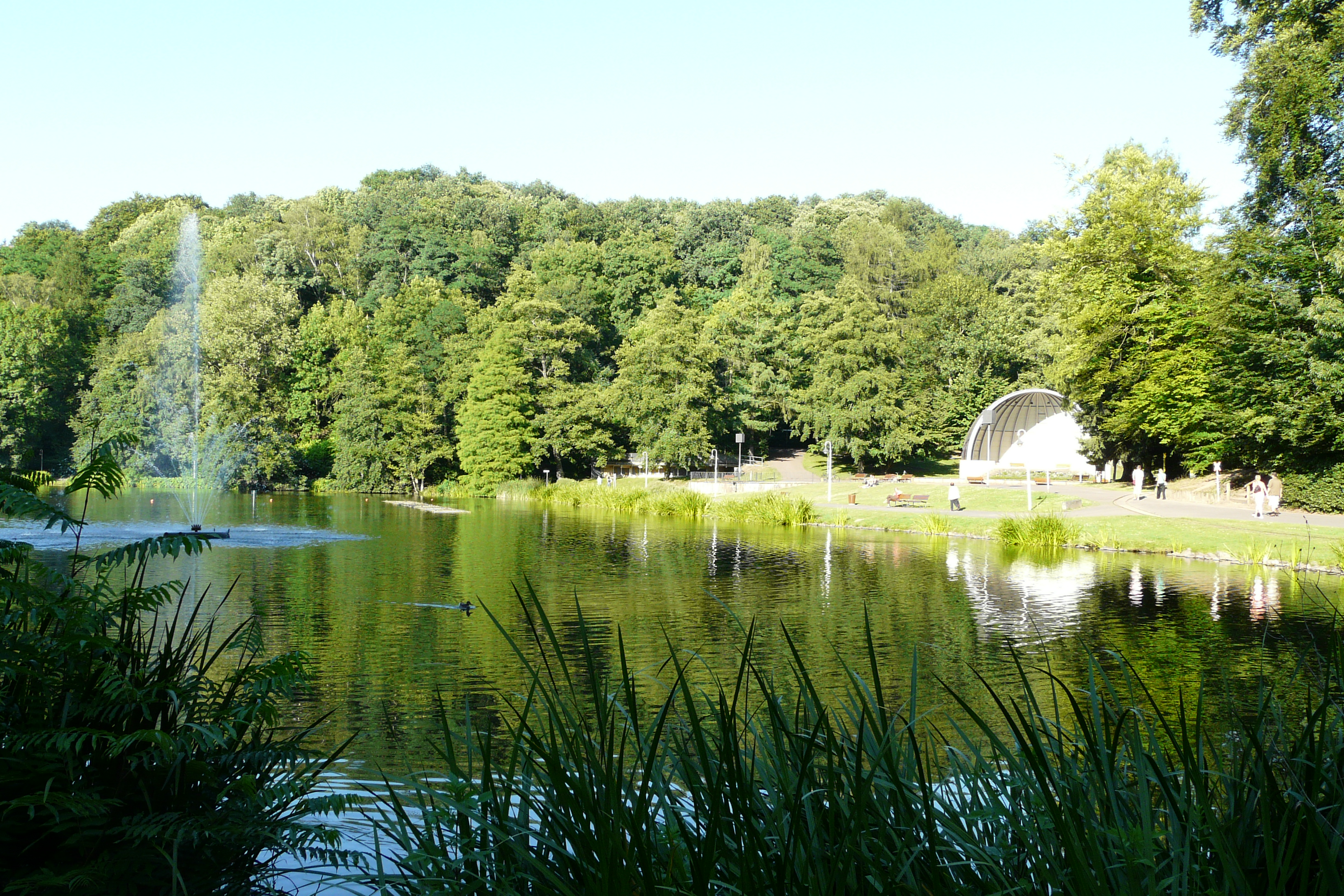
Konzertmuschel am Ufer des Deutschmühlenweihers
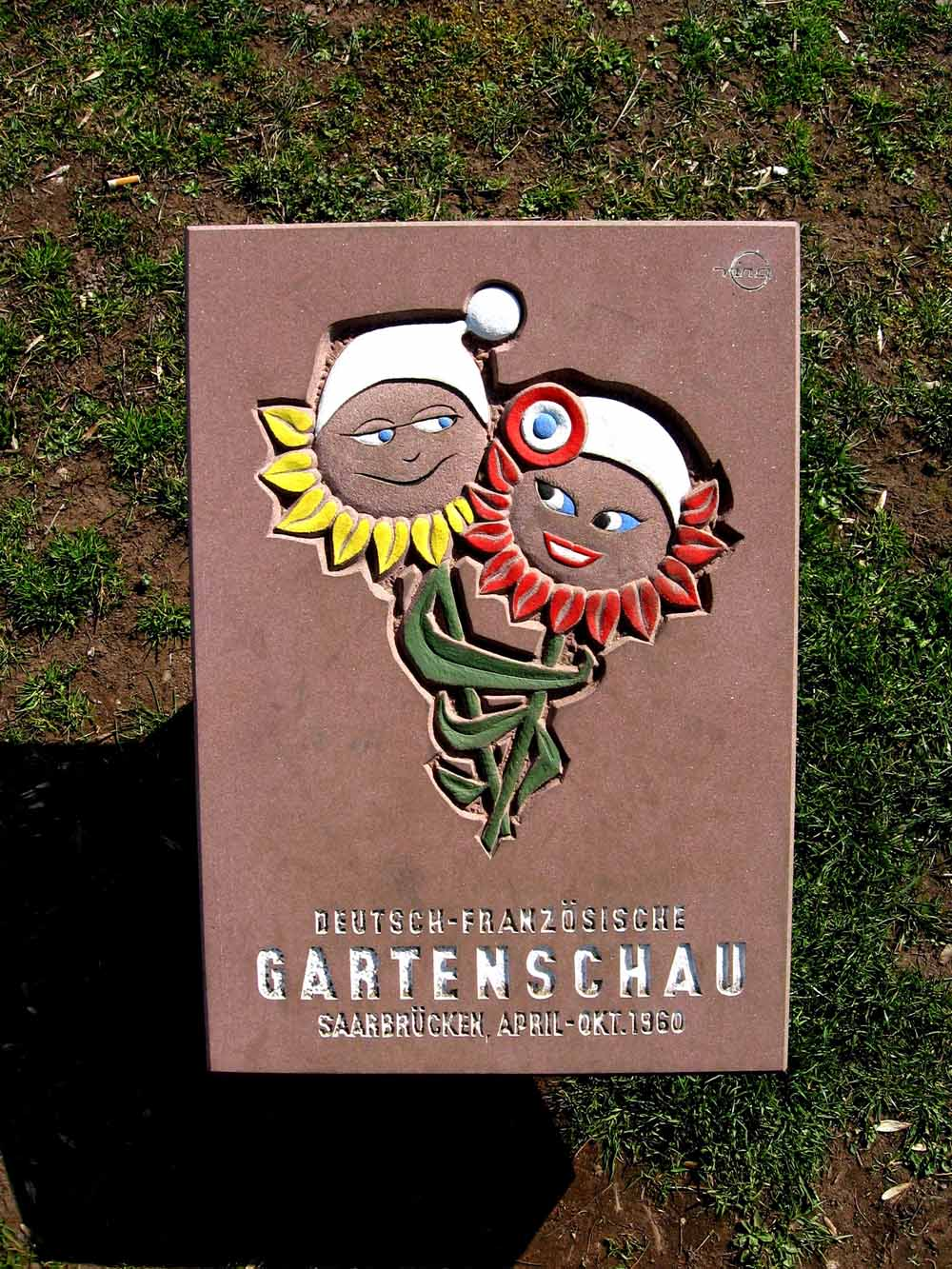
Gedenktafel für die erste Gartenschau